# Maserati Khamsin
Maserati Khamsin (Tipo 120) är en sportbil, tillverkad av den italienska biltillverkaren Maserati mellan 1974 och 1983. Servostyrning var särskilda DIRAVI typen, som minskar stödet i hög hastighet.
Khamsin efterträdde Ghibli som Maseratis frontmotorförsedda sportvagn. Den tillverkades i 430 exemplar.
Varianter:
| Modell   | Motor              | Cylindervolym | Effekt | Bränslesystem               |
| -------- | ------------------ | ------------- | ------ | --------------------------- |
| Tipo 120 | 8-cyl V-motor dohc | 4930 cm³      | 320 hk | 4 st Weber 42DCNF förgasare |